# Funga
Als Funga (Kunstwort aus Fungi in Analogie zu den Begriffen Fauna und Flora) wird die Gesamtheit der in einem Gebiet vorkommenden Pilze bezeichnet. Diese analoge Wortbildung soll die Eigenständigkeit der Pilze als eigenes Organismenreich gegenüber den Tieren und Pflanzen betonen, insbesondere, da die Mykologie häufig als Teilgebiet der Botanik verstanden wird. Als synonym ist der Begriff Pilzflora zu verstehen.

## Belege
- Heinrich Dörfelt, Gottfried Jetschke (Hrsg.): Wörterbuch der Mycologie. 2. Auflage. Spektrum Akademischer Verlag, Heidelberg/Berlin 2001, ISBN 3-8274-0920-9.